# 石門茶亭
石門茶亭，位於臺灣桃園市龍潭區大平里，原為供當地人休息之用，在石門水庫與石門發電廠建立時改為水泥建築以供建造人員休息。

## 歷史
石門茶亭由石門寮的李姓家族設立，作為石門山附近大、小竹坑及大灣坪居民出外小憩之用。當地人魏雪卿聽長輩轉述，李姓家族會在煮沸的茶水上面灑上些許洗淨的米糠，以讓旅人不致牛飲而傷到內臟。
石門水庫興建時，大平村石門寮的徐姓望族提供土地作道路，讓石門發電廠可通往龍潭中正路。1956年，出身於徐姓望族的徐清海將此亭以水泥改造、擺上石桌、石椅、石茶壺，以供建造人員經過時中途休息。茶亭所內還置有一具重逾500斤的石臼作為茶水容器，以竹筒取水。徐清海整修此亭時，在上面寫對聯「石現奇峰到此嘉賓茶當酒」，下聯「門羅瑞色遨遊勝地景宜人」，橫批「石門茶亭」。桃縣客庄探研學會理事長廖國安小時候就曾來此奉茶。隨著人口逐漸外流及新路的闢建，奉茶情形於1959年間停止。

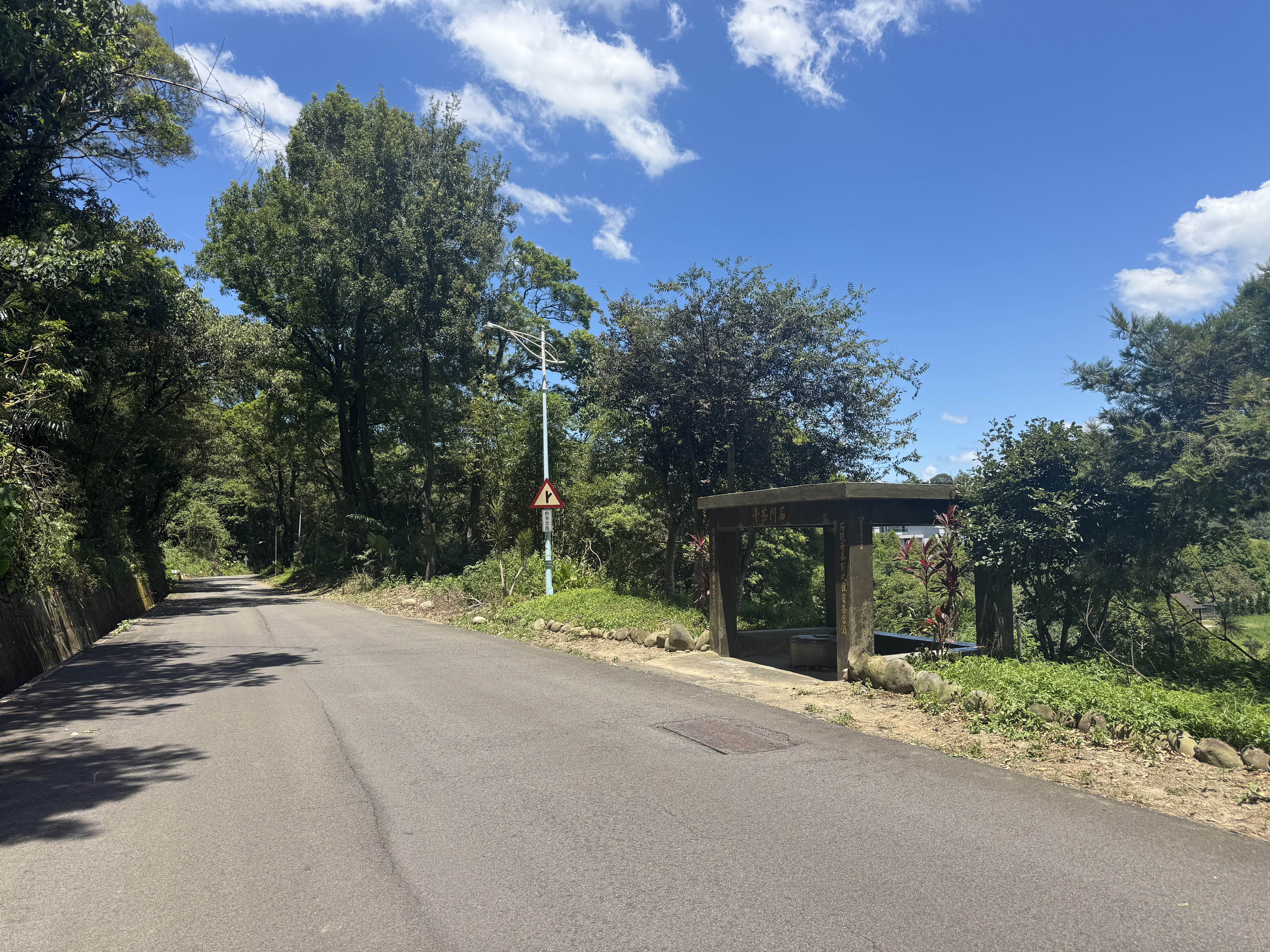
龍潭二坪路與石門茶亭

1996年9月26日，龍潭鄉長林忠正、鄉代魏雪卿來此走訪，見到亭子已荒廢無物感到不勝唏噓。2008年5月25日，在桃縣客庄探研學會邀請下，住於二坪的百歲女人瑞藍阿妹來這，對縣議員張肇良、鄉代吳平娥等人講述此亭的歷史。